# Eisenbahnunfall von Spremberg
Der Eisenbahnunfall von Spremberg war der Frontalzusammenstoß zweier Schnellzüge am 7. August 1905 nach einem Fehler des unter Alkoholeinfluss stehenden Fahrdienstleiters des Bahnhofs Spremberg in Brandenburg. 19 Menschen starben dabei.

## Ausgangslage
Die Bahnstrecke zwischen Spremberg und Schleife war eingleisig.
Hier verkehrten am Spätnachmittag des 7. August 1905 der D 113 Berlin–Hirschberg und dessen Gegenzug, der D 112 Hirschberg–Berlin sowie – mit gleicher Zugnummer – ein Nachzug dazu. Der Nachzug D 112 war am Unfalltag verspätet, so dass die in Bagenz vorgesehene Zugkreuzung nach Spremberg verlegt wurde.
Das Zugmeldeverfahren zwischen den Bahnhöfen erfolgte mit Morsetelegraf, mit den dazwischen liegenden Streckenposten wurde über Läutwerke kommuniziert. Fünf Glockenschläge – Pause – fünf Glockenschläge bedeutete: Gefahr, Zug mit Signalfahne oder roter Laterne anhalten.
Fahrdienstleiter in Spremberg war in dieser Schicht der Stationsassistent. Er hatte die vorangegangene Nacht durchzecht. Zu Dienstbeginn um 13 Uhr erschien er nicht, sondern erst drei Stunden später, weil er seinen Zug verpasste. Schon gegen 16:30 Uhr suchte er die Bahnhofswirtschaft in Spremberg auf, um erneut ein Bier zu trinken. Das ging nur, weil im Bahnhof Spremberg undiszipliniert gearbeitet und die Aufsicht durch den Stationsvorstand nachlässig gehandhabt wurde. Der Morseapparat, mit dem mit den benachbarten Blockstellen kommuniziert und die Zugfolge geregelt wurde, und die Führung des Zugmeldebuches oblag dem Stationsassistenten. In der Praxis wurden diese Aufgaben in Spremberg aber auch vom Bahnsteigschaffner, vom Gepäckträger oder Weichenwärtern erledigt.

## Unfallhergang
Die Nachricht von der verlegten Zugkreuzung nahm der Gepäckträger entgegen, da sich der Stationsassistent gerade in der Bahnhofswirtschaft aufhielt. Bis zu dessen Rückkehr wurden weitere Telegramme vom Weichenwärter angenommen und von einem zufällig anwesenden Beamten, der nicht im Dienst war, versandt. Mittlerweile traf der D 113 in Spremberg ein.
Der Stationsassistent hatte unterdessen wieder seinen Platz eingenommen und der Bahnhof Schleife bot ihm den Nachzug D 112 an. Diese Zugmeldung wollte er an den nächstfolgenden Bahnhof Bagenz weitergeben. Dabei vergaß er jedoch, einen Schalter am Morseapparat umzulegen, so dass diese Zugmeldung statt nach Bagenz nach Schleife ging, wo sie als Annahme des Nachzuges D 112 ausgelegt wurde. Daraufhin erteilte der Fahrdienstleiter von Schleife dem D 112 den Abfahrauftrag. Der nicht im Dienst befindliche Beamte bemerkte die falsche Stellung des Schalters am Morsegerät und wiederholte die Zugmeldung nach Bagenz, unternahm aber weiter nichts.
Beim Auftrag an die Weichenwärter verwechselte der Stationsassistent diese. Nachdem das geklärt war, weigerte sich der Wärter Richtung Schleife zunächst, dem D 113 Ausfahrt zu geben, folgte aber dann dem Befehl des Assistenten. Kurze Zeit später erkannten sowohl Spremberg als auch Schleife den Fehler und gaben Warnsignale über die Streckenläutwerke. Durch das gleichzeitige Auslösen des Alarmsignals von beiden Bahnhöfen schlugen die Glocken pausenlos, so dass die Wärter, die noch in der Lage gewesen wären, die Züge anzuhalten, von einer Störung der Anlage ausgingen und untätig blieben.
Die Züge begegneten sich gegen 17:50 Uhr in einer unübersichtlichen Kurve, so dass ausreichendes Bremsen nicht mehr möglich war. Es folgte ein Frontalzusammenstoß.

## Folgen
19 Menschen starben – darunter das Lokomotivpersonal –, 40 weitere wurden schwer verletzt. Unter den Toten war auch Graf Heinrich Pelas von Plauen. Der verursachte Schaden wurde auf mehr als 2 Millionen Goldmark veranschlagt – eine damals sehr hohe Summe.
Der Stationsassistent, der schon mehrere Disziplinarstrafen erhalten hatte, wurde zu einem Jahr und vier Monaten Gefängnis verurteilt, der Weichenwärter in Spremberg zu einem Monat Gefängnis. Der Weichenwärter in Schleife, der den Zug aufgrund der Anordnung des Stationsassistenten abgelassen hatte, erhielt einen Monat Freiheitsstrafe. Die Prozessführung und die angesichts der Verfehlungen milden Urteile wurden in Fachkreisen kritisiert.
Das Unglück war das schwerste in einer Reihe alkoholbedingter Unfälle (Vgl.: Eisenbahnunfall von Müllheim (1911)). Noch im selben Jahr wurde der Alkoholgenuss im Dienst bei den Preußischen Staatseisenbahnen verboten und dafür gesorgt, dass an den Stationen alkoholfreie Getränke vorrätig waren.